# Ehrengranat
Ehrengranat är en svensk adelsätt som tidigare hette Leuchovius.

## Historik
Släkten härstammar från Ericus Petri Leuchovius (1586–1641) som var kontraktsprost. Gabriel Anrep anger att hans äldsta belagda stamfader var en kyrkoherde i Veckholm, Ericus Hwit som blivit retad för sitt namn och då översatte namnet till grekiska, Leuchovius. I Riddarhusets ätt- och vapendatabas anges i stället en Benedictus Petri från Veckholm (Benedictus Petri Leuchovius?) som anfader, ett namn som inte finns i Anreps ättartavla. Ericus Petri Leuchovius son Ericus Erici Leuchovius var gift med Erik Dahlberghs syster Sara, och deras son Aron var inspektor över morbroderns gods i Vingåker samt gift med en medlem av ätten von Halle. Deras son, som hette Aron Leuchovius som fadern, sårades och tillfångatogs i Poltava och var gift med kaptensdottern Brita Catharina Berg.
I det sistnämnda äktenskapet föddes Aron Leuchovius (1712–1772) i Solvytjegodsk i Archangelsk Oblast. 1729 kunde han ta sig till Sverige, där han blev slutligen blev major vid Artilleriet i Stockholm, volontär i österrikiska armén och riddare av Svärdsorden. Han var gift med Anna Brita Wetterhoff. Adolf Fredrik adlade honom år 1751 på namnet Ehrengranat, och släkten introducerades året därefter på nummer nr 1925. Aron Ehrengranat fick två barn, en ogift dotter och sonen överste Carl Adam Ehrengranat, som deltog i pommerska kriget, var gift med kammarfröken Maria Aurora Uggla, dotter till kapten Claës Fredrik Uggla och Anna Magdalena Hierta, varifrån alla ättemedlemmar härstammar.
Ätten utslocknade på svärdssidan 1987 då överstelöjtnant Gösta Ehrengranat (1900–1987) avled. På spinnsidan fanns då två döttrar till honom kvar, nämligen Gunilla (född 1933), gift med Lennart Laurell, och Agneta (född 1937), gift med Christopher Wade. Gunilla Laurell har varit anställd i föreningen Riddarhuset.

## Vapensköld
| ”                                   | En svensk skiöld, mitt uppå tvärdelad af en silfver bielke, belagd med tvänne röda kulor, i bredd stäldte. I fältet ofvanföre bielcken, som är blått, ses en brinnande granat af guld och i det andra, som är rödt, äro tvänne gyldene svärd i korss lagde med spetsarne upvände. Uppå skiölden står en öppen tornerhielm, hvarutur till hälften upstiger ett till höger vändt, gyldene leijon med öppet gap och utsträckt röd tunga, hållande emellan ramarne en blå brinnande granat. Hielmkrantsen är vriden af guld, silfver, blått och rödt, och vapentäcket är blått underfodrat med rödt samt ziradt och upbundit med silfver frantsar och snören, aldeles som detta vapen med sina rätta färgor härhos afmåladt finnes. | „ |
| – Sköldebrevsavskrifter, 13:73, RHA | |   |

## Personer ur ätten
- Clas Adam Ehrengranat
- Gustaf Adam Ehrengranat
- Carl Aron Ehrengranat

## Fotnoter
1. ↑  Sveriges Adelskalender 1989 s 140. Adl ättem Ehrengranat, nr 1925.